# Плавуча казарма

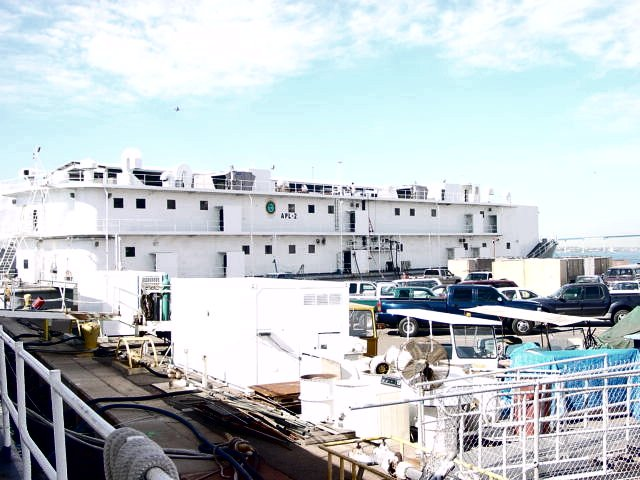
Американська плавуча казарма спеціальної побудови

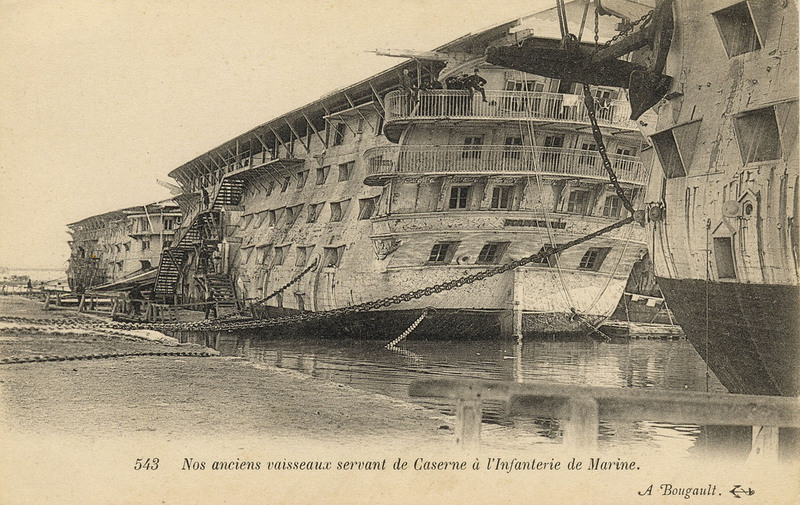
Французькі плавучі казарми XIX століття, побудовані з лінійних кораблів

Плавуча казарма (або плавказарма, скор. ПКЗ) — рейдове судно забезпечення, призначене для розміщення екіпажів кораблів, які не мають достатніх умов для безперервного проживання на борту, під час їх знаходження в пункті базування, де відсутні берегові казарми.

## Характеристика
Плавучі казарми можуть бути спеціальної побудови або переобладнані з інших суден (у типовому випадку пасажирських суден або військових транспортів), самохідні або несамохідні. Прикладом забезпечуваних кораблів є підводні човни (ПЧ), ракетні або торпедні катери й інші малі кораблі. Історично, були ПКЗ міноносців, есмінців, ПКЗ новобранців, ПКЗ військово-морських училищ і академій, і так далі.

## Історія
Широкого розповсюдження плавучі казарми, перебудовані з лінійних кораблів, отримали в Англії в XVIII−XIX століттях, в період найбільшого зростання й оновлення флоту, коли в надлишку було багато застарілих, зношених, або з інших причин непридатних для служби в морі кораблів. Перебудова зазвичай включала в себе зняття щогл, перекриття дахом верхньої палуби, встановлення печей і перетворення гарматних портів у вікна.
В період світових воєн й після типовою плавучою казармою стало пасажирське судно, оскільки воно потребувало лише мінімальних переробок. Наприклад, німецький Вільгельм Густлофф з 1941 до 1944 року виконував роль плавучої казарми данцигської навчальної флотилії підводників. Крім житлових і санітарно-побутових приміщень, у деяких випадках на ПКЗ можуть обладнуватися штабні, навчальні й інші.
В радянському/російському ВМФ плавучі казарми в більшості випадків переобладнані. Наприклад, ПКЗ-33 Балтійського флоту — колишнє судно розмагнічування СР-479 проєкту 130 «Береза».